# Aphyosemion teugelsi
Aphyosemion teugelsi is een straalvinnige vissensoort uit de familie van de killivisjes (Nothobranchiidae). De wetenschappelijke naam van de soort is voor het eerst geldig gepubliceerd in 2010 door van Der Zee & Sonnenberg.